# Anathema
Anathema (укр. Анафема) — англійський метал- (до 1996-го) та рок-гурт, який разом з My Dying Bride та Paradise Lost називають «великою думовою трійкою» за їхній внесок у розвиток дум-металу.

## Створення гурту
Anathema була створена влітку 1990 у центральному районі Ліверпуля, Англія п'ятьма молодими хлопцями — три брати Кеванах (Кавана) (Вінсент, Деніел та Джемі), Дарреном Вайт та Джон Дуглас. Спочатку гурт мав назву Pagan Angel (Язичницький ангел), того часу вони грали класичний варіант дум\дет-металу.  В листопаді того ж року вони відправилися в маленьку місцеву студію, де й записали своє перше демо An iliad of woes, яке вийшло в січні 1991. В той самий час гурт міняє свою назву на Анафема — релігійний християнський термін, що означає проклін Бога або церкви, вічне відлучення, вічні муки. Гурт активно виступає як команда на розігріві у Bolt Thrower і Paradise Lost, і стає досить відомим у своєму рідному місті.
Після п'яти місяців концертів і змін у складі (гурт покидає один з трьох братів Кеванах — Джемі, а на його місце приходить Дункан Паттерсон) вони знову відправляються у місцеву студію, де записують своє тепер легендарне демо All faith is lost (Уся віра загублена), яке вийшло в липні 1991 року й отримало прекрасні рецензії в журналах, фензинах і взагалі — на андеграундній сцені.
Успіх дозволив їм представити свій перший 7' сингл, що зробило групу ще відомішою. Він називався They die (Вони вмирають) і був випущений Швейцарською фірмою Witchhunt records у кількості 100 копій.

Peaceville records запримітила Anathema, і незабаром зв'язалася з ними. Композиція Lovelorn rhapsody була записана для компіляції Peaceville. Volume 4 (реалізована в жовтні 1992). Менеджмент лейблу складає з гуртом контракт на чотири альбоми, а голова лейблу Хеммі спостерігає за гуртом особисто. Першим з альбомів за контрактом став EP The crestfallen (Занепалий духом), який був випущений у листопаді 1992. і був продюсований Хеммі та групою. (До речі — Хеммі є главою Peaceville, і на його рахунку також продюсерська робота з My Dying Bride). На підтримку гурт їде у дуже успішний тур по Великій Британії з американською командою Cannibal Corpse.

## Перший альбом
Дебютна платівка Serenades вийшла в лютому 1993. Як і попередні демо, запис відбувався у невеличкій студії у Ліверпулі. Альбом Anathema відразу ж дебютував на другому місці у спеціалізованому чарті журналу Kerrang, а у всесвітньо відомому Metal Hammer — «Серенади» були названі альбомом місяця. Відеокліп на пісню Sweet tears отримав широку ротацію на MTV, і там само Серенади висувалися на звання альбому місяця. Гурт їде у велике Британське турне, з подальшим відвідуванням багатьох європейських фестивалів — турне було організовано MTV Headbangers Ball й Peaceville і проводилося разом з My Dying Bride і At The Gates
Завершивши свій перший повноцінний Європейський тур у січні 1994, група з новими ідеями повернулася до тієї ж студії, щоб почати записувати альбом Pentecost III. Цей дуже очікуваний фанами реліз, був чудово зустрінутий критикою, і представляв мистецьку суміш мелодійного, «темного» металу. І знову Anathema відправляється у велику концертну мандрівку — їхні виступи проходять по Британії і Європі, також вони відвідують Румунію й фестиваль Independent Rock у Бразилії; потім — літні фестивалі в Європі.
І знову після закінчення турне Anathema повертається до студії, де записує на плівку композиції свого нового альбому The silent enigma (Безмовна таємниця). Це був дебют Вінсента Кеванаха як вокаліста — він замінив Даррена Уайта, що покинув Anathema і створив власний гурт The Blood Divine. Спочатку альбом мав назву Rise Pantheon Dreams, яку придумав Уайт, але з його відходом змінили назву, а також частину текстів. Шанувальники гурту розділилися на два табори — радих, що з гурту пішов вокаліст, який «не стільки співав, скільки говорив під музику», та тих, хто був незадоволений гроул-вокалом Вінсента. Самі ж учасники гурту казали, що манера співу Уйта не відповідає подальшому розвитку гурту. У цій епічній платівці переплелися атмосферні оркестровки, «темні» мелодії і важкий звук. Альбом попав на полиці магазинів 23 жовтня, під маркою Peaceville/MFN. Саме з виходом цього альбому гурт вперше порівнюють з Pink FLoyd. Перед випуском альбому, група проводить Британський тур, відкриваючи виступи Cathedral. Уже на порозі Різдва 96, Анафема відкриває концерти Paradise Lost у їхньому новому британському турі.
У червні 1996 року Anathema починає записувати свій четвертий альбом — цього разу в студії FON, що розташована в Шелфілді. Це був перший альбом, який записувався у професійній студії звукозапису. Продюсером став Тоні Плат. На партії жіночого вокалу була запрошена Мішель Рітчфілд із Dominion. Результатом став альбом Eternity (Вічність), що показав Anathema зовсім з іншої сторони. Альбом значно відрізняється від попередніх робіт. Вінсент більше не використовує гроул — його заміняє чистий виразний вокал. Помітними стають впливи Pink Floyd, а важкий думовий звук переміняється похмурим, депресивним звучанням.
В травні 1997-го виходить VHS A Vision Of A Dying Embrace, з 4 відеокліпами і записом концерту в Кракові 1996-го року (де Anathema виступали разом з My Dying Bride). В червні році гурт покидає ударник Джон Дуглас у зв'язку з пристрастю до наркотиків. Для ювілейного збірника Peaceville X, гурт вибирає три пісні, де ударні не так важливі: One Of The Few і Goodbye Cruel World Pink Floyd та Better Off Dead (Bad Religion) (остання є панк піснею, але Anathema створили з неї баладу).
Дугласа заміняє Шон Стілс з гурту Solstice. У цьому складі був записаний альбом Alternative 4 (1998), який багатьма виданнями був названий одним із найкращих релізів року. Для японського варіанту CD був доданий оркестровий інструментал «The Silent Enigma» — це був перший досвід роботи Anathema з оркестром. І знову велике турне, яке пройшло з великим успіхом. У турне до гурту приєднався Мартін Пауэлл — відомий скрипаль і клавішник з My Dying Bride. Попри великий вклад Паттерсона саме у створення текстів та музики Alternative 4, між ним та Вінсентом виникають суперечки, що навіть могли перерости у розпад гурту. Різні думки щодо подальшого розвитку гурту призвели до виходу Паттерсона зі складу гурту (він створює електронно-спрямований гурт Antimatter). Разом з ним йде новоприбулий Стілс, на місце якого після успішного лікування повертається Дуглас. Новим басистом стає Дейв Пабс.

## Творчість після виходу Паттерсона
У 1999 виходить Judgement — цей альбом можна розглядати як продовження 'Alternative 4', але більш гітарно-спрямований. Альбом не є концептуальним, але значна кількість пісень альбому пов'язана між собой та тематикою текстів. Влітку до основного складу гурту входить клавішник Лес Сміт, що був учасником Cradle Of Filth, заміняючи Мартіна Пауелла.
2000 рік група зустріла, подорожуючи по світу, виступаючи на численних фестивалях, а також — у сольному турі. У дорозі в Anathema народжуються ідеї для нових композицій, а Peaceville готовить збірник найкращих речей й обіцяє випустити його під кінець року.
Незадовго до виходу лонгплея «A Fine Day to Exit» у 2001 році Пабс перейшов до Cradle of Filth, а його місце зайняв Джемі Кеванах. Три брати знову були у складі гурту, але вони разом пропрацювали недовго. В січні 2002 сингл Pressure був готовий, але Music For Nations вирішило його не видавати. Навесні 2002-го пішов Деніел (приєднався до Antimatter). У 2004 році він, щоправда, повернувся.
«A Natural Disaster» — платівка побачила світ у 2003 році. В музиці зовсім зник метал. Йому на заміну прийшов атмосферний та емоційний (частіше меланхолійний) саунд. Лише у кінці 2004 року було видане концертне відео нового альбому Were You There?. Затримка у виданні відео була пов'язана з тим, що лейбл Music For Nations був поглинутий «монстром» Sony.

## Дискографія

### Демо
- An Iliad Of Woes (1990)
- All Faith Is Lost (1991)

### Студійні альбоми
- Serenades (1993, Peaceville)
- The Silent Enigma (1995, Peaceville)
- Eternity (1996, Peaceville)
- Alternative 4 (1998, Peaceville)
- Judgement (1999, Music for Nations)
- A Fine Day To Exit (2001, Music for Nations)
- A Natural Disaster (2003, Music for Nations)
- We're Here Because We're Here (2010, Kscope)
- Weather Systems (2012)
- Distant Satellites (2014)
- The Optimist (2017)

### Збірники і сингли
- Alternative Future (1998)
- Make It Right (1999, Music for Nations)
- Deep (1999, Music for Nations)
- Resonance (2001, Peaceville)
- Pressure (2002, Music for Nations)
- Resonance 2 (2002, Peaceville)
- Hindsight (2008, Kscope)
- Falling Deeper (2011, Kscope)

### EP
- They Die (1992, Witchhunt Records)
- The Crestfallen (1992, Peaceville)
- We Are The Bible (1993, Peaceville)
- Pentecost III (1995, Peaceville)

## Відеографія
- A Vision Of A Dying Embrace (VHS в 1997, DVD в 2002, Peaceville)
- Were You There? (DVD, 2004, Music for Nations)
- A Moment In Time (DVD, DVD + Audio CD Limited Edition, 2006, Metal Mind)

### Кліпи
- Mine Is Yours (1994, альбом Pentecost III, 04:31 хв.)
- The Silent Enigma (1995, альбом The Silent Enigma, 04:21 хв.)
- Hope (1996, альбом Eternity)
- Pressure (2001 альбом A Fine Day To Exit, 04:02 хв.)

## Склад гурту
- Вінсент Кеванах — вокал, гітара, вокодер
- Деніел Кеванах — гітара, вокал, клавішні (1990—2002, 2004-)
- Джеммі Кеванах — бас-гітара (1990—1991, 2001-)
- Лес Сміт — клавишні (1999-)
- Джон Дуглас — ударні (1990—1998, 1999-)
- Лі Дуглас — вокал (1999-)

### Колишні учасники
- Дункан Паттерсон — бас-гітара (1991—1998, після виходу з Anathema створив групу Antimatter)
- Даррен Уайт — вокал (1990—1995)
- Шон Тейлор-Стілс — ударні (1997—1998)
- Дейв Пабс — бас-гітара (1998—2001)
- Мартін Пауелл — клавішні (1998—1999)